# Kumagai Masahiko
Masahiko Kumagai (sinh ngày 23 tháng 11 năm 1975) là một cầu thủ bóng đá người Nhật Bản.

## Sự nghiệp câu lạc bộ
Masahiko Kumagai đã từng chơi cho Kashiwa Reysol, Sagawa Express Tokyo và Roasso Kumamoto.